# 富士市立岩松中学校
富士市立岩松中学校（ふじしりつ いわまつちゅうがっこう）は、静岡県富士市に所在する市立中学校。
略称は「岩松」

## 概要
富士市の西を流れる富士川の北東流域の地区、主に富士市立岩松小学校と、富士市立岩松北小学校の校区出身者が入学する。
校訓
『言われぬ先に まじめに続けて 骨を折る生徒』
この中には、校名の「岩松」が含まれている。
教育目標
「ともに　チャレンジ」
令和７年度学校経営目標（めざす学校像）は『学ぶ喜びに満ちた　笑顔あふれる元気な学校』である。また、岩松中学校の教育目標実現のため、毎年重点目標を立てて取り組んでいる。令和７年度の重点目標は「対話のある授業」「きれいな学校」「笑顔で挨拶」である。
主な年間行事
- 運動会や文化発表会をはじめ、あいさつ運動、岩本山・かりがね清掃ボランティア、便教会などがある。
- 運動会では、各学年のクラスを色で分け、色別式に競うようにしている。色別での選抜リレーや綱引き、そして綱引きの優勝チームは親子対抗綱引きに出場することになる。学年別に行われる競技には背渡りなどがあり、3年生は毎年、ムカデ競走を行うのが恒例となっている。
- 文化発表会は10月に行われ、各学年でクラスごと、全校生徒の前で歌を発表する。各学年ごとに最優秀賞、優秀賞、指揮者賞を決める。最優秀賞・優秀賞と指揮者賞は同じクラスに与えられることもある。

## 沿革
- 1947年（昭和22年）4月1日 - 富士郡岩松村に、岩松村岩松中学校として創設。
- 1954年（昭和29年）3月31日 - 富士町、田子浦町、岩松村の合併に伴い、富士市立岩松中学校と改称。

## 部活動
- 野球部 - 富士ニュース杯優勝、少年2部大会優勝、富士市スポーツ祭優勝 など
- 陸上競技部
- サッカー部
- 剣道部
- ソフトテニス部（男子・女子） - 中体連市内優勝、渡辺杯準優勝など
- バスケットボール部（男子・女子） - 中体連7連覇（女子） など
- バレーボール部（男子・女子）
- 卓球部（男子・女子）
- 吹奏楽部 - 全日本吹奏楽コンクール静岡県東部地区大会金賞、県大会出場 など
- 総合文化部
- パソコン部

## 委員会
- 生徒会本部
- 生活委員会
- 環境委員会
- 放送委員会
- 図書委員会
- 学習委員会
- 保健委員会
- 給食委員会
- 音楽委員会
- 選挙管理委員会